# Živina (sura)
Živina (arabsko Al-An'am) je 6. sura (poglavje) v Koranu, ki jo sestavlja 165 ajatov (verzov). Je sura.
Med opravljanjem molitve (salata oz. namaza) pri tej suri verniki opravijo 20 ruku'jev (priklonov).